# Veveyse
Ne doit pas être confondu avec le district fribourgeois de la Veveyse.
La Veveyse (allemand : Vivisbach, francoprovençal : Vevéje ) est une rivière de Suisse, affluent du Rhône et confluant dans le lac Léman à Vevey.

## Géographie

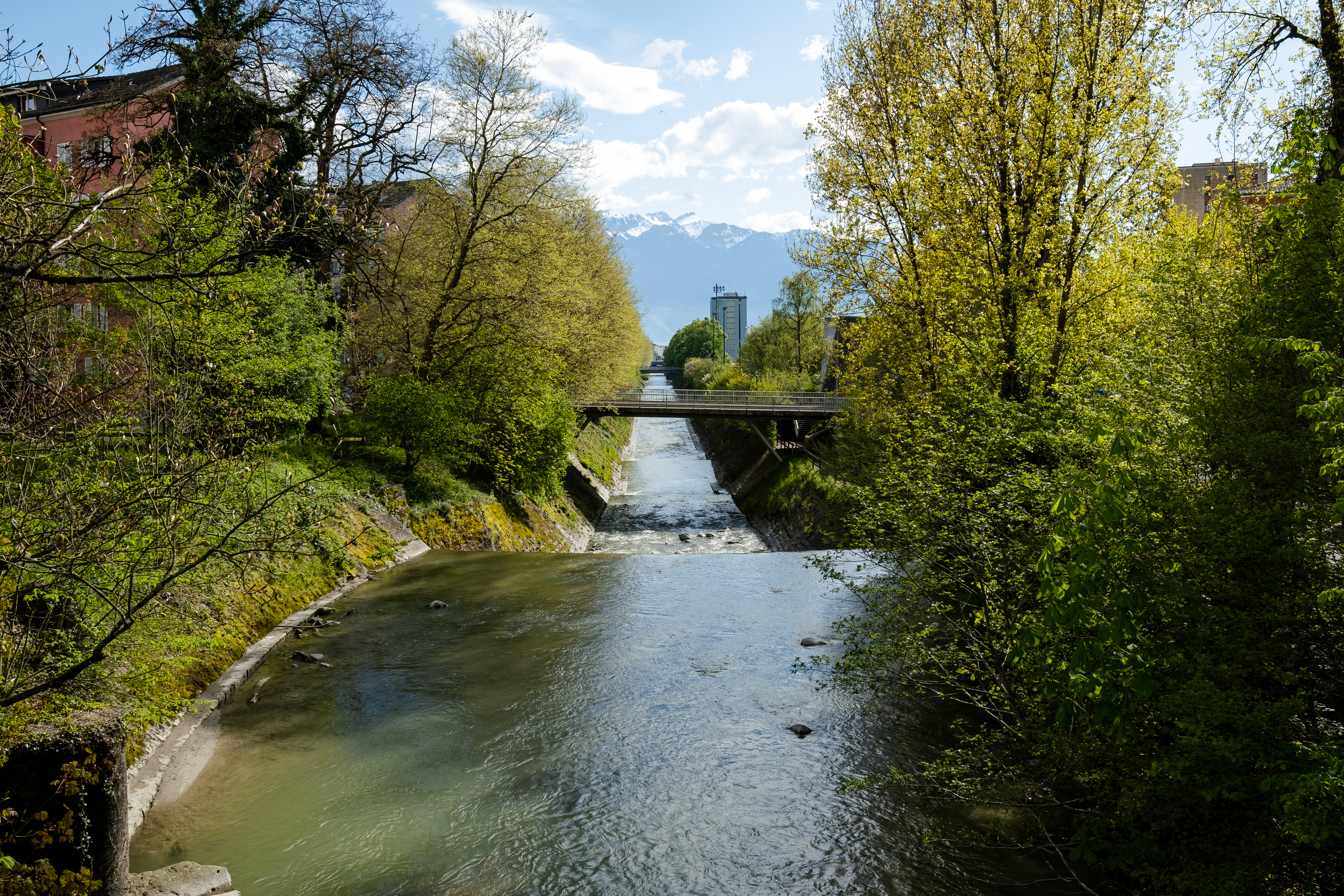
La Veveyse à Vevey dans le quartier Gilamont.

Elle a ses sources dans les Préalpes fribourgeoises dans la région du Teysachaux, de la Dent de Lys et des Pléiades dans les cantons de Fribourg et de Vaud.
Elle résulte de la confluence de la Veveyse de Châtel et de la Veveyse de Fégire qui se rejoignent en aval de la ville de Châtel-Saint-Denis, à l'altitude de 641 m au lieu-dit Vieux Châtel. Dès lors la rivière coule vers le sud-ouest dans une profonde vallée et se jette, à Vevey, dans le Léman. La Veveyse de Châtel a un cours d'environ 12 km et la Veveyse de Feygire de 9 km. Depuis le confluent jusqu'au Léman, la Veveyse a un parcours de 7,5 km.
La Veveyse, au régime nivo-pluvial préalpin, a un caractère torrentiel, la surface totale de son bassin versant est de 64,5 km2 et il a une altitude moyenne de 1 098 m.
Elle donne son nom au district fribourgeois de la Veveyse dont Châtel-St-Denis est le chef-lieu.

## Histoire
À plusieurs reprises des crues emportèrent le pont Saint-Antoine à Vevey, notamment en 1659 et 1726.
Des précipitations exceptionnelles sur la région le samedi 29 août 1846 tôt le matin engendra une crue jamais vue depuis plus d'un siècle à Vevey. Entre sept et huit heures, le pont de l'Arabie fut emporté d'une seule pièce dans le lac, un large courant se créa sur la rive droite, dans le pré de M. Louis Doret (actuel Jardin Doret) et un bras d'inondation se forma sur la rive gauche dans la rue du Torrent, puis se jetait au lac par la ruelle des Jadins et la ruelle des Bains recouvrant d'eau et de limon la promenade de Derriere-l'Aile. La crue progressa jusqu'à 11 heures du matin engendrant de nombreux dégâts sur les deux rives.
Ces événements entrainèrent l'étude de divers projets de correction du cours d'eau. D'autres crues survinrent en 1864 et 1866, puis une débâcle de la Veveyse en 1873 eut pour conséquence l'adoption en 1874 d'un décret ordonnant son endiguement. En 1880, la Veveyse déborde à nouveau et un décret est voté en faveur de sa correction. Le cours en amont du pont Saint-Antoine est endigué entre 1885 et 1888, le cours en aval du pont l'est en 1893.
Le 29 juillet 2005, à la suite de précipitations exceptionnelles sur la région entre 21 h et 21 h 15 ayant entrainé une crue rapide, la Veveyse est sortie de son lit au-dessus de Gilamont en raison de la canalisation située avant le pont romain, bouchée par des matériaux charriés. La Veveyse a débordé sur la rive droite, fait rarissime, dans le quartier des Crosets, empruntant la rue des Crosets comme lit et déposant gravats et boue. Des caves et des appartements du rez-de-chaussée, en particulier dans le haut de la rue des Crosets, ont été inondés de 50 cm d'eau boueuse.

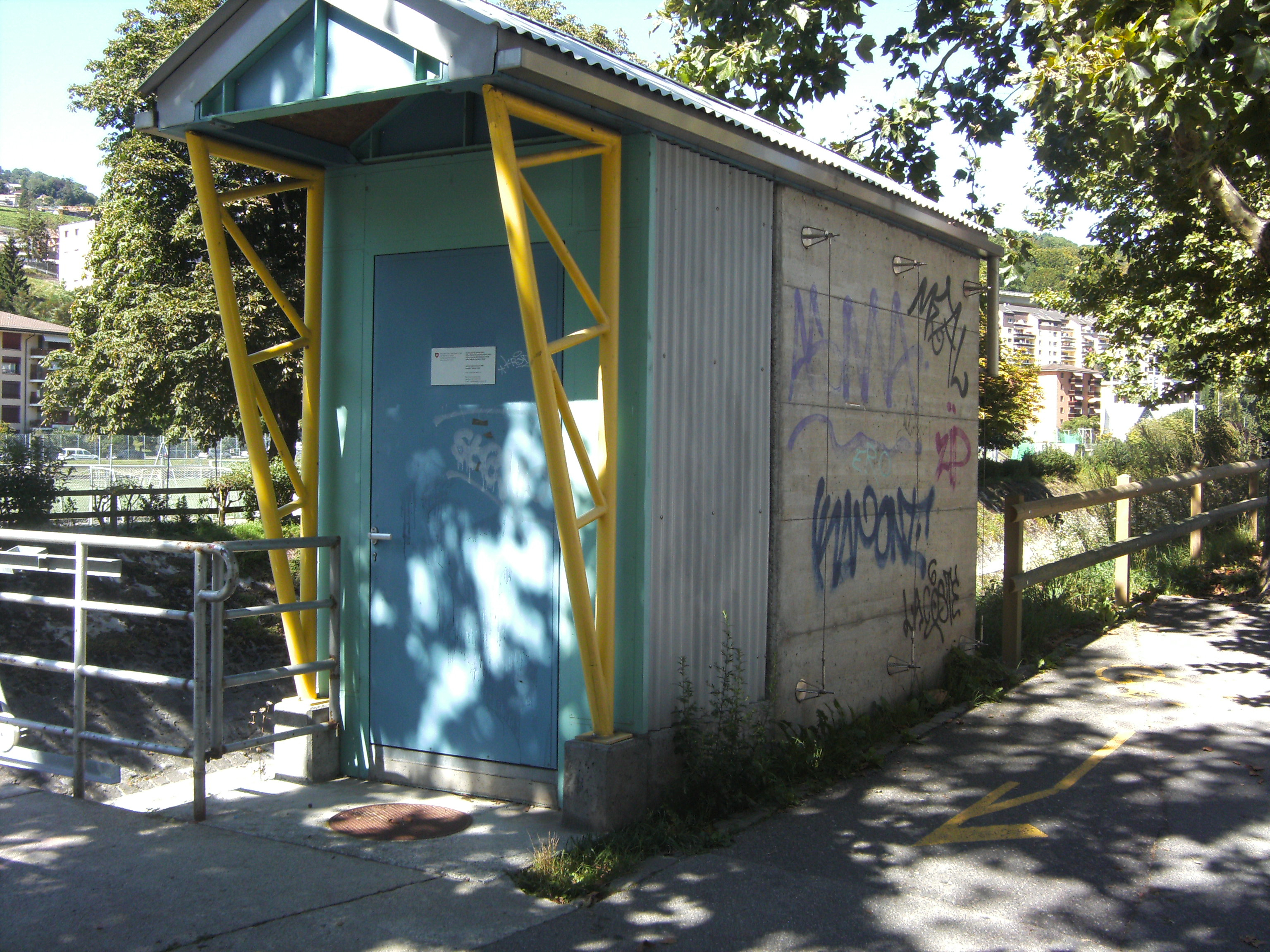
Station hydrologique Vevey, Copet.

Dans la nuit du mardi 2 au mercredi 3 juillet 2007, des orages engendrèrent une crue exceptionnelle de la Veveyse. À 2h du matin, la station hydrologique de Copet enregistra une pointe à 155 m3/s indiquant une crue cinquantennale et un niveau d'eau atteignant la cote de 396,46 m soit plus de 1,5 m au-dessus de son niveau moyen annuel (394,94 m). Il ne restait alors plus que 10 cm de marge entre le cours d'eau et le tablier du pont de la place de la gare. Plus en amont, juste en aval du pont de Copet au niveau des anciens ateliers mécaniques, la rive et l'enrochement qui la protégeait ont été emportés sur un segment d'environ 15 m.
Le 12 novembre 2009, les CFF baptisaient du nom de Veveyse la première rame FLIRT du RER vaudois.
Conséquence de précipitations exceptionnelles, la Veveyse a été en crue du 1er au 8 mai 2015 avec, le 2 mai, une moyenne journalière de 30,2 m3/s et une pointe de 159 m3/s vers deux heures du matin indiquant une crue cinquantennale. Il s'agit du débit le plus élevé jamais atteint depuis le début des mesures de la station hydrologique de Copet en 1984.

## Débits et crues
|                       | jan.                                              | fév.        | mars         | avril       | mai         | juin        | jui.        | août        | sep.        | oct.        | nov.        | déc.        |
| Débit maximum (année) | 48.0 (2001)                                       | 50.1 (2013) | 57.0 (2001)  | 45.0 (1999) | 73.0 (1999) | 86.0 (1990) | 155+ (2007) | 97.8 (2010) | 48.0 (1984) | 52.0 (1998) | 55.0 (1991) | 48.0 (1997) |
| Débit minimal (année) | 0.10 (1990)                                       | 0.27 (1992) | 0.31+ (1993) | 0.28 (1997) | 0.17 (1990) | 0.16 (1990) | 0.13 (1998) | 0.13 (1998) | 0.11 (1998) | 0.15 (1990) | 0.21 (1985) | 0.24 (1995) |
|                       | Moyenne annuelle la plus grande: 2,86 m3/s (1995) |             |              |             |             |             |             |             |             |             |             |             |
|                       | Débit moyen 2,03 m3/s                             |             |              |             |             |             |             |             |             |             |             |             |
|                       | Moyenne annuelle la plus petite: 1,35 m3/s (2003) |             |              |             |             |             |             |             |             |             |             |             |

| Période de retour [années] | 2    | 5    | 10   | 30  | 50  | 100 |
| Débit [m3/s]               | 44.8 | 64.5 | 82.6 | 121 | 144 | 184 |

|      | Débit moyen annuel | Débit moyen mensuel maximum de l'année (mois) | Débit moyen journalier maximum de l'année (date)                                                                                                | Débit maximum (pointe) de l'année et crue(s)(date/niveau de danger) |                    |                      |                    |
| 1993 | 1.70 | 3.31 (décembre)                               | 18.4 (8 avril) | 27.9 (11 décembre)                                                  |                    |                      |                    |
| 1994 | 2.20 | 5.49 (mai)                                    | 28 (10 mai) | 44.7 (18 mai)                                                       |                    |                      |                    |
| 1995 | 2.86 | 5.95 (mai)                                    | 22.5 (23 janvier) | 27.9 (11 décembre)                                                  |                    |                      |                    |
| 1996 | 1.59 | 2.92 (décembre)                               | 20.9 (8 juillet) | 32.8 (6 juillet)                                                    |                    |                      |                    |
| 1997 | 1.67 | 2.95 (juillet)                                | 22.6 (13 septembre) | 74.9 (24 juillet/2)                                                 | 54.5 (5 août/2)    | 47.3 (12 décembre/2) | 46 (9 septembre/2) |
| 1998 | 1.67 | 3.51 (octobre)                                | 14.9 (1er novembre) | 51.7 (25 octobre/2)                                                 |                    |                      |                    |
| 1999 | 2.64 | 5.75 (mai)                                    | 30.2 (14 mai) | 76.4 (14 mai/2)                                                     | 55.1 (8 juin/2)    | 54.5 (20 août/2)     |                    |
| 2000 | 2.08 | 3.48 (novembre)                               | 10.1 (12 juillet) | 35.4 (27 mai)                                                       |                    |                      |                    |
| 2001 | 2.72 | 6.83 (mars)                                   | 17.5 (06 janvier) | 57 (21 mars/2)                                                      | 48.2 (9 juin/2)    |                      |                    |
| 2002 | 2.17 | 3.94 (novembre)                               | 12.1 (19 mars) | 44.1 (22 octobre)                                                   |                    |                      |                    |
| 2003 | 1.35 | 2.30 (mars)                                   | 7.36 (4 janvier) | 25.7 (30 avril et 31 août)                                          |                    |                      |                    |
| 2004 | 1.62 | 3.21 (janvier)                                | 10.1 (12 juillet) | 23.7 (13 janvier)                                                   |                    |                      |                    |
| 2005 | 1.44 | 3.86 (avril)                                  | 23.7 (22 août) | 44.7 (22 août)                                                      |                    |                      |                    |
| 2006 | 2.22 | 5.94 (avril)                                  | 22.6 (28 mars) | 42 (31 mars)                                                        |                    |                      |                    |
| 2007 | 2.58 | 5.24 (juillet)                                | 34 (4 juillet) | 155 (4 juillet/4)                                                   | 73.4 (08 août/2)   |                      |                    |
| 2008 | 1.89 | 5.01 (avril)                                  | 14.7 (22 avril) | 33.1 (12 août)                                                      |                    |                      |                    |
| 2009 | 1.63 | 3.69 (avril)                                  | 12.8 (18 juillet) | 31.4 (8 décembre)                                                   |                    |                      |                    |
| 2010 | 1.53 | 2.69 (décembre)                               | 14.7 (7 décembre) | 97.8 (24 août/3)                                                    |                    |                      |                    |
| 2011 | 1.38 | 3.79 (décembre)                               | 14.1 (18 juin) | 33.5 (17 juillet)                                                   |                    |                      |                    |
| 2012 | 2.14 | 4.38 (décembre)                               | 12.5 (26 décembre) | 32 (9 octobre)                                                      |                    |                      |                    |
| 2013 | 2.66 | 5.92 (avril)                                  | 25.1 (1er juin) | 62.6 (22 juillet/2)                                                 | 50.1 (2 février/2) |                      |                    |
| 2014 | 2.05 | 5.47 (juillet)                                | 21.3 (8 juillet) | 53.8 (22 juillet/2)                                                 |                    |                      |                    |
| 2015 | | 4.73 (mai)                                    | 30.2 (2 mai) | 159 (2 mai/4)                                                       |                    |                      |                    |
| Crue | crue biennale 44,8 m3/s crue quinquennale 64,5 m3/s crue décennale 82,6 m3/s crue trentennale 121 m3/s crue cinquantennale 144 m3/s Crue centennale 184 m3/s | Niveau de Danger                              | 1 aucun ou faible danger <45 m3/s 2 dangé limité 45-80 m3/s 3 danger marqué 80-110 m3/s 4 fort danger 110-160 m3/s 5 très fort danger >160 m3/s |                                                                     |                    |                      |                    |

## Ponts

### Veveyse de Châtel
Tous les ponts, passerelles et viaducs de la Veveyse de Châtel sont situés sur la commune de Châtel-Saint-Denis dans le canton de Fribourg.
- Deux ponts sur la route desservant plusieurs alpages entre la Dent de Lys et Teysachaux (Salette, Gros Mology, Vuipey d'en Haut, etc) depuis Les Paccots
- Pont d'une route forestière, emplacement du pont sur le tracé historique d'importance locale avec substance FR 1847.0.5 (pt. 1225 - Vieille Chaux) de l'Inventaire des voies de communication historiques de la Suisse IVS

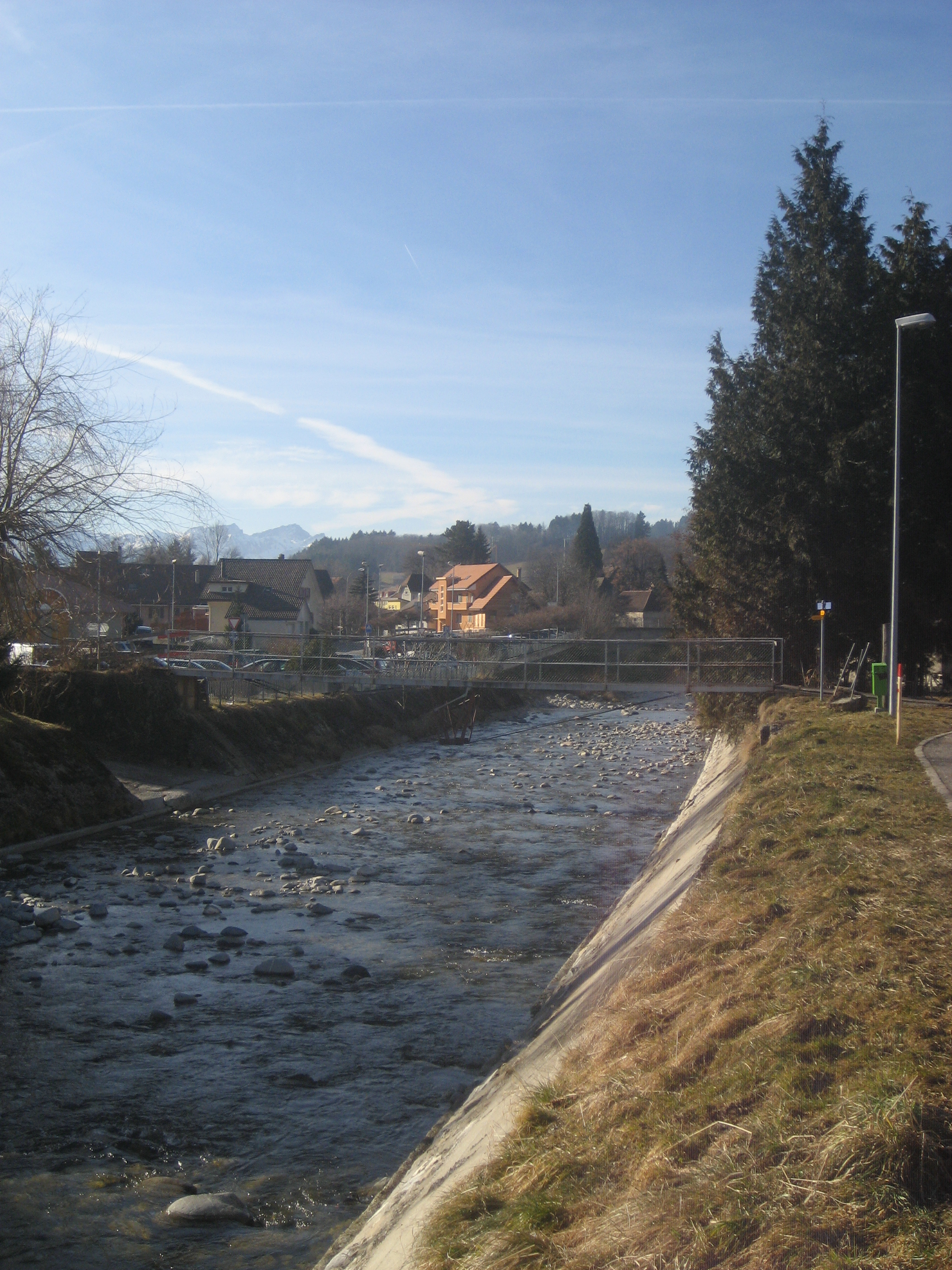
L'ancienne passerelle piétonne enjambant la Veveyse à Châtel-Saint-Denis.

- Pont de la route Les Paccots - Rathvel
- Pont des Braseyres, passerelle sur l'itinéraire Les Paccots - La Frasse et sur le tracé historique d'importance locale avec substance FR 1853 (pt. 999 - Les Paccots) de l'IVS
- Pont disparu entre Riondouneire et La Frasse sur le tracé historique d'importance locale avec substance FR 1856.0.1 (Riondouneire) de l'IVS

#### Ponts à Châtel-Saint-Denis sur le cours de la Veveyse de Châtel
- Pont de la Chaux, pont sur l'itinéraire Châtel-St-Denis - Riondouneire sur le tracé historique d'importance locale avec substance FR 1855.0.1 (pt.840 - Riondouneire)  de l'IVS
- Pont de la Veveyse de Châtel, viaduc de l'autoroute A12
- Pont couvert de la Peralla, construit en 1995, remplace un ancien pont. Longueur : 18,7m / largeur utile : 8,5m / hauteur utile : 4,5m / charge maximale :28t[9].
- Passerelle, construite en 2010 remplace une ancienne passerelle. Longueur : 19m / largeur utile : 1,2m[10].
- Pont sur la route Châtel-St-Denis - Fruence (Route de Montreux) et sur le tracé historique d'importance locale avec substance FR 1847 (Châtel-St-Denis - Les Paccots - Vieille Chaux) de l'IVS
- Viaduc semi-autoroutier (RC152), route de liaison entre la Route principale 12 et l'autoroute A12
- Passerelle au Vieux-Châtel à la confluence des Veveyses de Châtel et de Fégire, nouvelle passerelle métallique

### Veveyse de Fégire
Tous les ponts, passerelles et viaducs de la Veveyse de Fégire sont situés sur la limite entre les cantons de Fribourg (Châtel-Saint-Denis) et de Vaud (Blonay et Saint-Légier-La Chiésaz).
- Pont pour l'alpage de Cheresauletta depuis la route des Petit et Grand Caudon
- Passerelle aux Guedères
- Passerelle Fégire, passerelle sur l'itinéraire actuelle Les Pléiades - Les Paccots et sur le tracé historique d'importance locale avec substance FR 1849/Les Pâquiers - Issalet de l'IVS
- Passerelle Les Allamands - La Combe
- Pont de Fégire (VD: RC 734c), pont sur la route Blonay - Châtel-Saint-Denis, tracé historique d'importance régionale avec beaucoup de substance FR 374.0.1 et VD 343.2 (route du XIXe siècle, par Tercier) de l'IVS
- Viaduc de Fégire ou Pont sur la Veveyse de Fégire, viaduc de l'autoroute A12, longueur: 512 m, hauteur: 90 m
- Passerelle en bois au Vieux-Châtel à la confluence des Veveyses de Châtel et de Fégire

### Veveyse
Les trois premiers ponts de la Veveyse sont situés sur la limite entre les communes de Corsier-sur-Vevey et de Saint-Légier-La Chiésaz dans le canton de Vaud. Le viaduc autoroutier est à la limites des communes de Corsier et de Vevey.
- Passerelle entre Moille-Saulaz et La Motte
- Passerelle entre Fenil et Saint-Légier
- Pont de Fenil, construit entre 1902 et 1903, notamment pour la ligne Vevey - Saint-Légier - Châtel des Chemins de fer électriques veveysans CEV
- Viaduc La Veveyse ou Pont sur la Veveyse de l'autoroute A9. Pont en poutre-caisson acier-béton armé construit entre 1967 et 1969[11]et d'une longueur de 328 m.

#### Ponts de Vevey sur le cours de la Veveyse

Vevey vers 1885. Au premier plan la route de gauche, aujourd'hui avenue du Général Guisan, mène au pont Saint-Antoine, la route de droite, aujourd'hui avenue Nestlé, mène au pont de l'Arabie.

- Viaduc de Gilamont (RC 743b) sur les communes de Corsier-sur-Vevey, de Vevey et de Saint-Légier-La Chiésaz.
- Pont de Copet (Avenue de Corsier), construit en 1898
- Pont de Gilamont devenu le Pont romain, pont sur le tracé historique d'importance locale avec substance VD 2078 (Vevey - Gilamont) de l'IVS
- Nouveau pont de Gilamont (Rue du Devin), construit dans les années 1960 à l'emplacement d'une ancienne passerelle.
- Trois Passerelles entre l'avenue de Gilamont et le quai de Copet construites dans la seconde moitié du XXe siècle.
- Passerelle métallique construite par les Ateliers de constructions mécaniques de Vevey ACMV en 1890 pour doubler le pont de Copet, aujourd'hui démontée.
- Pont de la ligne ferroviaire du Simplon, construit avant 1861 (ouverture de ce tronçon de ligne)
- Pont Saint-Antoine: voir ci-dessous.
- Pont entre le quai de la Veveyse et le quai de l'Arabie, construit dans les années 1960.
- Pont de l'Arabie : pont en bois emporté par la crue de 1846, reconstruit puis remplacé en 1874 par un pont en béton doté d'une voie carrossable de 6 mètres et deux trottoirs de 2,25 mètres chacun[12]. Le pont routier le remplaçant entre la rue du Torrent et l'avenue Nestlé est actuellement une large structure supportant des places de parcs et un accès routier entre le quai de la Veveyse et le quai de l'Arabie.
- Passerelle entre le quai de la Veveyse et le Jardin Doret
- Pont de l'Europe à l'embouchure de la Veveyse entre le quai Maria-Belgia et le Jardin Doret

##### Pont Saint-Antoine

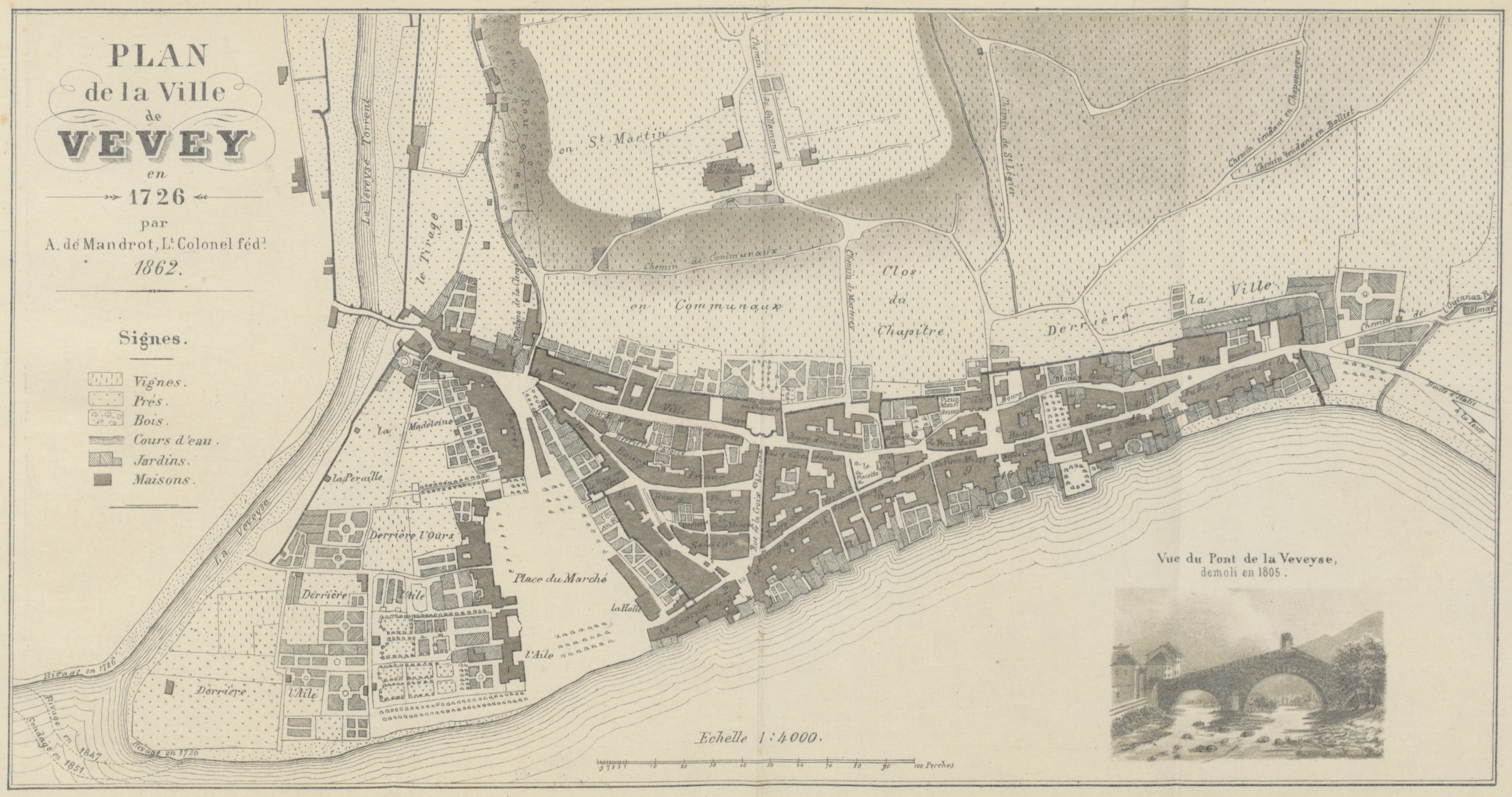
Plan de la ville de Vevey en 1726 publié en 1862 avec une image du pont St-Antoine construit en 1727.

Le pont Saint-Antoine, du nom du faubourg placé sur la rive droite de la rivière, est sur le tracé historique d'importance nationale Lausanne - Vevey (- Martigny) (VD 4) de l'IVS. Se trouvant sur la route d'Italie par le col du Grand-Saint-Bernard, ce pont, qui constituait l'unique franchissement carrossable de la Veveyse des environs, a été d'une grande importance pendant plusieurs siècles. C'est après le passage de ce pont en venant de la vallée du Rhône que les voyageurs pouvaient soit emprunter la route longeant le lac Léman vers Lausanne (VD 4.4) pour éventuellement continué vers le Jura et la Bourgogne, soit emprunter la route montant vers Corsier et bifurquer soit vers Granges ou Attalens, Oron (VD 16.2) et Moudon (VD 16), soit vers Châtel-Saint-Denis, Bulle et Fribourg (VD 17).
Il est déjà mentionné en 1147 comme pont de bois. En 1290 un chanoine lausannois legs 60 sols pour «refaire le pont de Vevey». Au XIVe siècle, le Bourg Saint-Antoine se développa autour du pont sur la rive gauche de la Veveyse. Au XVIe siècle le pont est reconstruit en pierre sur «12 petites arches supportées par des piliers massifs», il succombe lors de la crue de 1659. Reconstruit sur sept arches, il s'effondre à nouveau en 1726. Un mur de protection est construit sur la rive de la Veveyse et un pont en trois arches est rebâti en 1727. Il est alors doté d’un fort dos d’âne ce qui rend le passage malaisé. En 1782, Vevey demande l'aide de Berne pour le reconstruire car le pont est «si étroit que deux chars chargés ne peuvent s’y rencontrer sans un péril, qui est encore augmenté par la courbe que décrit le pont, et qui empêche de se voir à temps pour éviter les rencontres» et puis c’est «un monument absurde qui a fait pendant longtemps la honte de Vevey et l’effroi des voyageurs... ». L’année suivante, Henri Exchaquet dessine les plans d’un nouveau pont qui aboutirait à la place du Marché. Ce projet provoque les protestations de la ville qui ne veut pas changer le pont d'emplacement. En 1807, un pont à une seule arche est construit sur les plans de Nicolas Céard, remplacé en 1846 par un autre, à trois arches.
Depuis la fin des années 1960, plus aucun cours n'est visible entre le pont ferroviaire et le pont St-Antoine. Ce dernier a été remplacé par une large structure, liée au pont ferroviaire, supportant la route principale 9 (RC 780), qui se confond ici avec l'avenue du Général Guisan, de large passages pour les piétons, un arrêt de bus, deux parkings et des aménagements floraux.